# Drudkh
Drudkh (с санскрита переводится как лес) — украинская метал-группа из Харькова, играющая в стиле атмосферный блэк-метал. Лирику большинства композиций составляют стихи классических украинских поэтов, среди них Тарас Шевченко, Александр Олесь, Лина Костенко. В частности, альбом Лебединий шлях почти целиком построен на тексте поэмы Тараса Шевченко «Гайдамаки» (1841). В качестве интродукций на альбомах Кров у наших криницях и Відчуженість в звучание песен вовлечены фрагменты звуковых дорожек из украинских фильмов «Мамай» (2003) и «Атентат (Осіннє вбивство в Мюнхені)» (1995). В оформлении дисков используются картины украинских и русских художников (В. Перова, И. Левитана, М. Кривенко, В. Лопаты и др.).

## Музыкальная и лирическая составляющая
Первые два альбома Drudkh, Forgotten Legends (2003) и Autumn Aurora (2004), представляют собой гипнотический атмосферный блэк-метал, в котором заметно влияние Burzum. Тексты на них англоязычные и посвящены природе.
Начиная со следующего альбома, Лебединий шлях (2005), проект заметно меняет вектор творчества: на смену англоязычной лирике приходят стихи известных украинских поэтов (как правило, на историческую и социальную тематику), начинают использоваться фольклорные инструменты.
Творческий перелом в 2005 году коснулся не только Drudkh: в это же время прекращает функционировать предыдущий сайд-проект музыкантов — Hate Forest, в рамках которого было выпущено четыре полнометражных альбома с «классическим» агрессивным блэк-металом, и появляется новый Blood of Kingu, являющийся экспериментальным блэк-металом на тему древней мифологии (преимущественно шумерской).
Из ряда последующих альбомов, которые записывались в заданном направлении (Кров у наших криницях (2006), Відчуженість (2007), Microcosmos (2009)) выделяется альбом Пісні скорботи і самітності (2006), на котором представлен чистый акустический фолк.
Альбом Пригорща зірок (2010) знаменует новый виток творчества Drudkh. На этот раз упор делается на набравший популярность поджанр шугейз / пост-блэк-метал (блэкгейз).
В следующем 2011 году музыканты Drudkh записывают в рамках нового проекта Old Silver Key альбом Tales of Wanderings. Делают это они совместно с создателем блэкгейза французом Стефаном По, известным как Neige, что подтверждает увлечение новым жанром. Вокалист и мультиинструменталист Neige, известный по таким проектам, как Alcest, Amesoeurs, Peste Noire и Lantlôs, записал для альбома вокальные партии.
В феврале 2012 году был выпущен девятый студийный альбом Вічний оберт колеса.
Также в 2012 году у ещё одного сайд-проекта музыкантов Drudkh —- Rattenfänger (с нем. — «крысолов») — вышел альбом «Epistolae Obscurorum Virorum», записанный в жанре дэт-метал.
В 2014 году был выпущен сплит с британцами Winterfylleth, а также компиляция Eastern Frontier in Flames.
Десятый альбом, получивший название Борозна Обірвалася, был выпущен в 2015-м году.

## Участники
- Thurios (Роман Благих) — вокал, клавишные (Astrofaes, Hate Forest, Blood of Kingu, Kladovest)
- Роман Саенко — гитара, бас (Hate Forest, Blood of Kingu)
- Кречет — бас, клавишные (Astrofaes, Blood of Kingu)
- Влад — ударные, клавишные

## Дискография
На сегодняшний день Drudkh выпустили 12 полноформатных альбомов, 2 мини-альбома, 4 сплита и 1 сборник.

### Полноформатные альбомы
- 2003 — Forgotten Legends
- 2004 — Autumn Aurora
- 2005 — Лебединий шлях
- 2006 — Кров у наших криницях
- 2006 — Пісні скорботи і самітності
- 2007 — Відчуженість
- 2009 — Microcosmos
- 2010 — Пригорща зірок
- 2012 — Вічний оберт колеса
- 2015 — Борозна Обірвалася
- 2018 — Їм часто сниться капіж
- 2022 — Всі належать ночі
- 2025 - Гра Тiней

### Мини-альбомы
- 2007 — Anti-Urban
- 2010 — Slavonic Chronicles

### Сплиты
- 2014 — Thousands of Moons Ago / The Gates (с Winterfylleth)
- 2016 — Той, хто говорить з імлою / Pyre Era, Black! (с Hades Almighty)
- 2016 — Зраджені сонцем / Hagringar (с Grift)
- 2017 — Somewhere Sadness Wanders / Schnee (IV) (с Paysage d’Hiver)

### Сборники
- 2014 — Eastern Frontier in Flames
- 2019 — Кілька рядків архаїчною українською